# Enuma Anu Enlil
Enuma Anu Enlil verkort EAE ('Toen de goden Anu en Enlil...' of 'In de dagen van Anu en Enlil...)' is een grote reeks van 68 of 70 kleitabletten die betrekking hebben op de Babylonische astrologie. Het grootste deel van het werk is een verzameling van ongeveer 6500 à 7000 voortekenen, die een breed scala aan hemel- en atmosferische verschijnselen interpreteren in termen die relevant zijn voor de koning en de staat.

## Datering
De serie, die de canon vormt van de Babylonische astrologie, is waarschijnlijk opgesteld tijdens de Kassitische periode (1651-1157 v.Chr.), maar ongetwijfeld werden voordien al, in de Oud-Babylonische periode (1950-1651 v.Chr.) waarnemingen in een of andere vorm gedaan. Het aanvullen van deze verzameling gebeurde tot ver in het 1e millennium, en de laatste opgeschreven waarneming dateert uit 194 v.Chr. Aangenomen wordt dat de eerste 49 tabletten in India terechtkwamen in de 3e of 4e eeuw v.Chr. en dat de laatste reeks tabletten die de sterren als onderwerp hadden daar zijn aangekomen nog voor het begin van het christelijke tijdperk.

## Inhoud
De hele serie is nog niet volledig gereconstrueerd en er zijn nog veel hiaten in de tekst. De zaak wordt verder gecompliceerd door het feit dat kopieën van eenzelfde tablet vaak van inhoud verschillen of verschillend worden georganiseerd. Daardoor zijn sommige onderzoekers geneigd te geloven dat er tot vijf verschillende versies van de huidige tekst in verschillende delen van het Oude Nabije Oosten circuleerden.
De EAE- tabletten behandelen achtereenvolgens het gedrag van de maan, dan zonne-verschijnselen, gevolgd door weer andere activiteiten, en ten slotte het gedrag van de verschillende sterren en planeten.

### Tablet 1 tot 13
De eerste 13 tabletten gaan over de gestaltes van de maan op verschillende dagen van de maand, haar relatie met planeten en sterren, en fenomenen zoals halo's en kronen. De voortekenen (omens) uit dit deel worden in het hele werk het meest geciteerd. Tablet 14 beschrijft heel gedetailleerd een wiskundig schema waarmee de verschijningen van de maan kunnen worden voorspeld.

### Tablet 15 tot 22
Tabletten 15 tot 22 zijn gewijd aan maansverduisteringen en de kwadranten van de maan, en wanneer eclipsen zullen optreden. Ook wordt voorspeld welke regio's en steden door de eclips beïnvloed zouden worden.

### Tablet 23 tot 29
Tabletten 23 tot 29 behandelen de verschijningen van de zon, de kleur, markeringen en de relatie met wolkenformaties en stormen.

### Tablet 30 tot 39
De zonsverduisteringen zelf zijn het onderwerp van tabletten 30 tot 39.

### Tablet 40 tot 49
Tabletten 40 tot 49 betreffen weersverschijnselen en aardbevingen. Speciale aandacht wordt besteed aan het optreden van de donder.

### Tablet 50 tot 70
De laatste 20 tabletten zijn gewijd aan de sterren en planeten. Deze tabletten maken gebruik van een vorm van codering waarbij de namen van de planeten worden vervangen door de namen van de vaste sterren en de sterrenbeelden.